# Distretto di Houari Boumédiène
Il distretto di Houari Boumédiène è un distretto della provincia di Guelma, in Algeria.

## Comuni
Il distretto di Houari Boumediènne comprende 4 comuni:
- Houari Boumédiène
- Medjez Amar
- Ras El Agba
- Sellaoua Announa